# 默溫 (密蘇里州)
默溫（英語：Merwin）是位於美國密蘇里州貝茨縣的村。

## 人口
根據2020年美國人口普查的數據，默溫的面積為0.38平方千米，皆為陸地。當地共有人口69人，而人口密度為每平方千米182人。